# Blacktown International Sportspark
Blacktown International Sportspark – wielofunkcyjny kompleks sportowy, położony w dzielnicy Doonside w Sydney, na ulicy Eastern Road, Rooty Hill. W skład kompleksu sportowego wchodzi trzy boiska baseballowe, cztery boiska softballowe, stadion z bieżnią lekkoatletyczną oraz stadion do gry krykieta lub futbolu australijskiego.